# Testament van Abraham
Het Testament van Abraham is een joodse pseudepigrafische tekst die wordt gerekend tot de apocalyptische literatuur. In dit werk zendt God de aartsengel Michaël naar Abraham met de boodschap dat deze zich dient voor te bereiden op zijn aanstaande dood. In het verhaal weigert Abraham die te aanvaarden en weet steeds opnieuw een vorm van uitstel te bedingen. Abraham is dan negenhonderdnegenenvijftig jaar oud. De meeste auteurs op het vakgebied zijn van opvatting dat de oorspronkelijke tekst in het Grieks geschreven moet zijn in Egypte in de eerste of begin tweede eeuw.

## Het literaire genre
Het  Testament van Abraham, het Testament van Isaak en het Testament van Jakob vormen gezamenlijk een vertelling in drie fasen, hoewel de drie teksten geschreven moeten zijn door steeds verschillende auteurs op ook verschillende tijdstippen. Het genre 'het testament van' had in de eerste eeuwen van de jaartelling een grote populariteit in de joodse literatuur. Het Testament van Mozes, Testament van Adam, Testament van Salomo zijn slechts enkele andere voorbeelden. In deze teksten geven Bijbelse helden hun kinderen instructies over juist gedrag en over het handhaven van de wet van Mozes. Het Testament van Abraham neemt in dit genre een aparte positie in. In tegenstelling tot de rest van het genre ligt Abraham niet kalm en in alle rust op zijn sterfbed maar verzet zich hevig tegen zijn naderende dood. Hij is bovendien niet de gehoorzame dienaar van God die in de rest van het genre beschreven wordt.
Het Testament van Abraham heeft in latere joodse werken van de Agada-literatuur van de derde tot de zesde eeuw grote invloed gehad. Er zijn zeker vier teksten bekend waarin nu Mozes zich op vergelijkbare wijze verzet tegen zijn naderende dood.

## Achtergrond
De bewaard gebleven teksten worden onderscheiden in een lange en korte versie. Er zijn inhoudelijke verschillen tussen beide versies en in de volgorde waarin enkele gebeurtenissen beschreven worden. In de kortere versie worden enkele  gebeurtenissen meer summier beschreven. Beide versies moeten gebaseerd zijn op onbekend eerder literair materiaal. Er zijn in een later stadium aan beide versies enkele bewerkingen door christelijke auteurs toegevoegd. Die zijn in de lange versie meer aanwezig dan in de korte versie. Beide versies hebben echter hun dominant joodse karakter behouden. De lange versie is bewaard gebleven in een aantal Griekse manuscripten alsmede in het Oudkerkslavisch. Van de kortere versie zijn een aantal manuscripten in het Grieks, Koptisch, Arabisch, Roemeens en het Ethiopisch bewaard gebleven. 
De tekst getuigt van een universalistisch type jodendom. Er wordt nauwelijks aan Israël gerefereerd. Er wordt geen onderscheid gemaakt tussen joden en niet-joden. Het zijn de zielen van de gehele mensheid, de nakomelingen van Adam en niet van Abraham of Jacob die beoordeeld zullen worden. De zonden die in het verhaal vermeld worden hebben geen joodse achtergrond zoals handhaving van de sjabbat of overtreden van de spijswetten. De tekst verwijst niet naar de Torah maar hanteert universeel aanvaarde ethische normen.

## Inhoud
Het verhaal vangt aan met een sterk hagiografisch deel waarin Abraham onder meer geprezen wordt dat hij zijn leven in rust heeft doorgebracht, zijn vriendelijkheid, rechtvaardigheid en vooral zijn gastvrijheid voor iedereen. Later zal in het verhaal blijken dat Abraham ook een aantal minder goede eigenschappen heeft zoals gebrek aan mededogen voor mensen die  berouw tonen voor door hen gepleegde zonden.
God zendt de aartsengel Michaël naar Abraham met de boodschap dat deze zich dient voor te bereiden op zijn aanstaande dood, zoals het maken van een testament. De aartsengel arriveert als een gewone reiziger op het land van Abraham en wordt ontvangen met alle gastvrijheid in het huis van Abraham. Op weg naar zijn huis hoort Abraham – die de taal van de bomen verstaat – een reusachtige tamarinde een lied zingen dat het naderen van onheil voorspelt. Abraham wast thuis de voeten van de aartsengel. Deze verlaat het huis enige tijd en vertelt God dat hij zich niet in staat acht de boodschap van de naderende dood over te brengen aan iemand waarvan de goedheid in deze wereld niet wordt geëvenaard. God stelt hem gerust met de mededeling dat hij zal zorgen dat Isaak een profetische droom zal ontvangen waarin de dood van zijn vader aangekondigd zal worden. Isaak zal ongetwijfeld de inhoud van die droom aan zijn vader vertellen en zo over zijn komende dood geïnformeerd worden.  
Onmiddellijk na het ontwaken van Isaak stormt hij de kamer binnen waar Abraham en Michaël verblijven. Hij vertelt de inhoud van de droom waarna vader en zoon beginnen te huilen. Ook Sara ontwaakt. Zij herkent Michaël die zich nu identificeert en ook de bedoeling van de droom uitlegt. Abraham weigert echter zijn ziel te geven. Michaël keert terug naar God die hem vertelt nog een keer naar Abraham te gaan en hem te vertellen dat alle nakomelingen van Adam en Eva moeten sterven, maar dat hij als een goddelijke gunst vervoerd zal worden naar een betere wereld  waar de pijn van de dood ontbreekt.
Uiteindelijk wendt Abraham voor toe te geven. Hij vraagt Michaël echter God te verzoeken of hij voor zijn dood de gehele wereld kan bezoeken. God stemt toe. Een troonwagen wordt op een wolk van licht geplaatst die Abraham in het gezelschap van Michaël en cherubijnen zal vervoeren. Als hij de wereld aanschouwt wordt hij zeer verontwaardigd over de vele misdaden en zonden die hij ziet begaan. Hij vraagt de aartsengel alle daders onmiddellijk met de dood te treffen. De aartsengel voert dat ook uit. God beveelt daarop  Michaël de troonwagen te stoppen omdat anders Abraham weleens de gehele schepping zou kunnen vernietigen. "Stop Abraham, hij die zelf wel niet gezondigd heeft, heeft ook geen mededogen voor zondaren. Ik die de wereld heeft gecreëerd, schep geen plezier in in het vernietigen van zondaren, maar wacht hun overlijden af zodat zij bekeerd mogen worden".
Michaël stuurt de troonwagen in de richting van het paradijs en komt uit op een plek nabij Gehenna. Daar staan een nauwe en een wijde poort die de toegang tot het hiernamaals zijn. Daarvoor zit Adam. Hier wordt het oordeel over de zielen geveld. Op een tafel ligt een immens boek waarin alle juiste en zondige acties van een persoon door twee engelen worden geregistreerd. De belangrijkste functie in dit proces is echter aan Henoch, de belangrijkste schrijver van de hemel. De acties van personen worden echter ook op een weegschaal gelegd. Abraham ziet dat een persoon net één goede daad te weinig heeft om zijn zondige daden te compenseren. Hij probeert voor deze persoon te bemiddelen en op zijn voorspraak laten de engelen de ziel toch toe tot het paradijs. Abraham heeft nu ook spijt van zijn eerdere harde oordelen over zondaren en God verzekert hem dat dit gecorrigeerd kan worden.
Nadat hij de gehele wereld heeft gezien, wordt Abraham weer naar zijn huis op aarde vervoerd. Daar weigert hij echter opnieuw zijn ziel te leveren. Er wordt een nieuw plan gemaakt waarin de Dood aan Abraham verschijnt in de gedaante van een prachtige engel. Als de engel echter aan Abraham zijn opdracht vertelt weigert Abraham opnieuw daaraan te voldoen. 
De engel weet echter de nieuwsgierigheid van Abraham te wekken door te vertellen dat dit niet zijn echte gedaante is. Abraham geeft aan die graag te zien. De engel verandert in een wezen met zeven slangenhoofden en veertien gezichten. Die aanblik doodt op slag zevenduizend slaven van Abraham. Door een gebed weet Abraham die allemaal te doen herleven.  Abraham zelf is ook geschokt en herstelt daar ook niet van. God is derhalve in staat zijn ziel 'als in een droom' te verwijderen. Michaël komt met een leger engelen en wikkelt Abraham in linnen geweven in de hemel en zalft hem met wierook uit het paradijs. Na drie dagen wordt hij begraven. Hierna vervoeren zij zijn ziel naar de hemel en wordt die naar het paradijs gebracht.